# Brianna Fruean

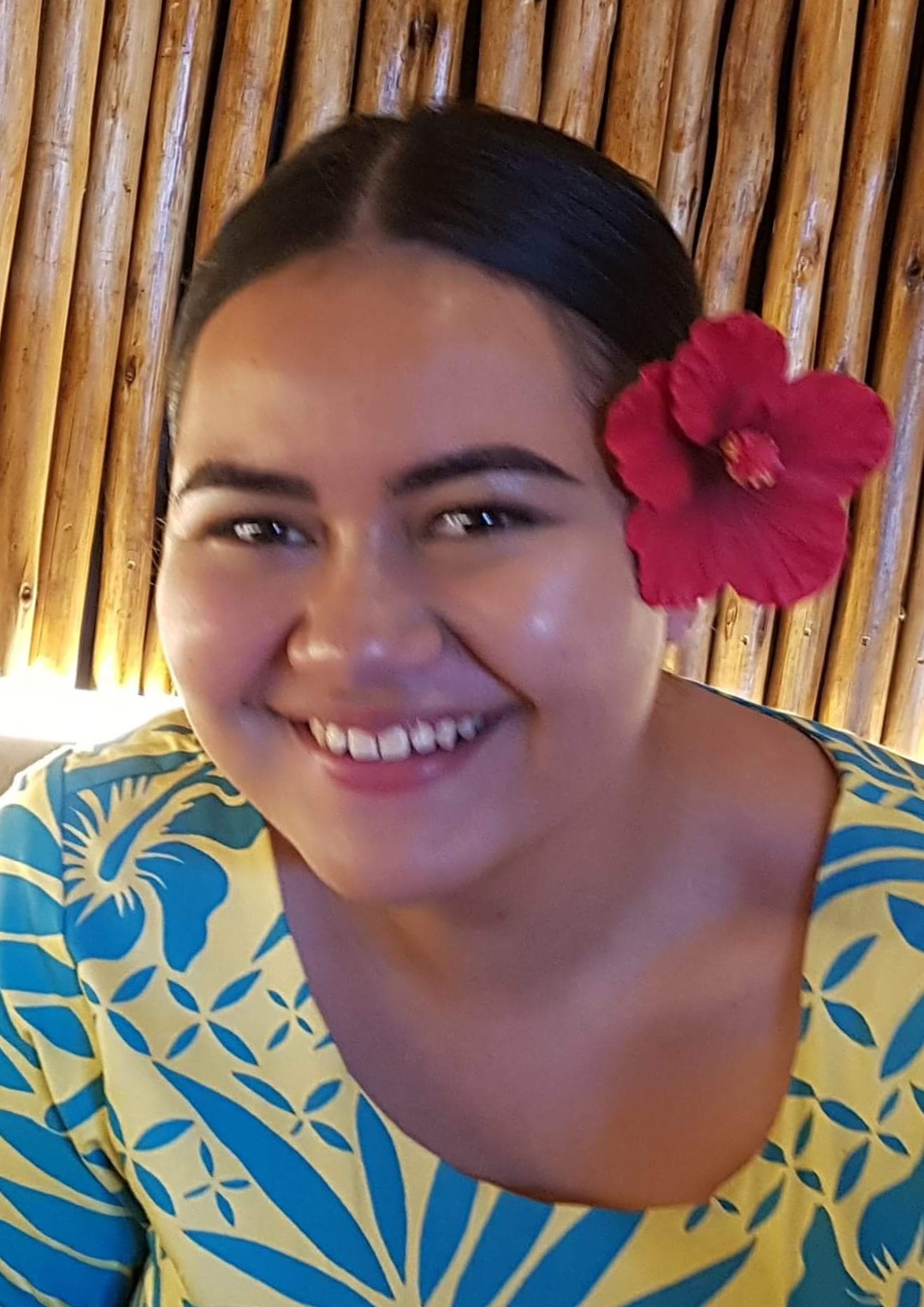
Brianna Fruean, 2018

Brianna Fruean (* 18. Mai 1998 in Auckland, Neuseeland) ist eine Aktivistin und Umwelt-Botschafterin für Samoa. Sie studiert an der University of Auckland.

## Leben
Fruean wurde im Alter von elf Jahren eines der Gründungsmitglieder von 350. Samoa und Leiterin der Umweltgruppe “Future Rush”. Die beiden Organisationen machen unterschiedliche Projekte zur Bekämpfung der globalen Erwärmung und versuchen nachhaltige Entwicklung durch Achtsamkeitsprogramme in Schulen und Gemeinschaften in Samoa und der Region zu fördern. 2011 organisiert sie eine weitere Protestaktion im Auftrag von Moving Planet Samoa. Sie organisierte einen Lauf, zu dem mehr als 100 Personen zusammenkamen um für Aufmerksamkeit auf den Klimawandel in Samoa und der ganzen Welt zu demonstrieren.
Fruean nahm an den UNEP Children’s Conferences in Korea 2009 und Japan 2010 teil und wurde zum Rio+20 Summit entsandt als Pacific Youth Ambassador und Teil des PACMAS Pacific Media Team als Jugend-Reporterin. Ihre Nachrichten und Daily Blogs wurden vom Samoa Observer veröffentlicht. Damit war Brianna eine der Jüngsten beim Rio+20 Summit.
2011 nahm sie an der UN Small Island Developing State Conference in Apia, Samoa als ILO youth representative und Delegierte der Young Women’s Christian Association teil. In der Konferenz wurde sie als Bright Spot von der Global Island Partnership vorgestellt.
Brianna arbeitet immer an verschiedenen Kampagnen gegen den Klimawandel und zur Früherziehung durch Peer-to-Peer-Aufklärung. Bei den Konferenzen vertritt sie die Sicht der Jugend.
Brianna erhielt den Pacific Region Commonwealth Youth Award beim Commonwealth Youth Awards 2015. Im Alter von 16 Jahren ist Fruean die jüngste Gewinnerin des Commonwealth Youth Award.
Brianna wurde von Pacific Regional Environment Programme (SPREP) als erste Jugendbotschafterin engagiert. In ihrer ersten offiziellen Amtshandlung besuchte sie den Workshop Regional Resilience to Climate Change and its Consequences vom 23. bis 27. April in Neukaledonien.